# Pelagiarctos
Pelagiarctos es un género extinto de mamífero carnívoro odobénido, relacionado con las morsas actuales, que solo incluye a una especie, P. thomasi, nombrada por Barnes en 1988. Habitó durante el Mioceno, hace aproximadamente entre 13 - 15 millones de años, en California. Originalmente fue descrita como parte de Otariidae, pero posteriormente se comenzó a considerar un Odobenidae basal.